# Gonocaryum calleryanum
Gonocaryum calleryanum là một loài thực vật có hoa trong họ Cardiopteridaceae. Loài này được (Baill.) Becc. mô tả khoa học đầu tiên năm 1877.